# 装修作

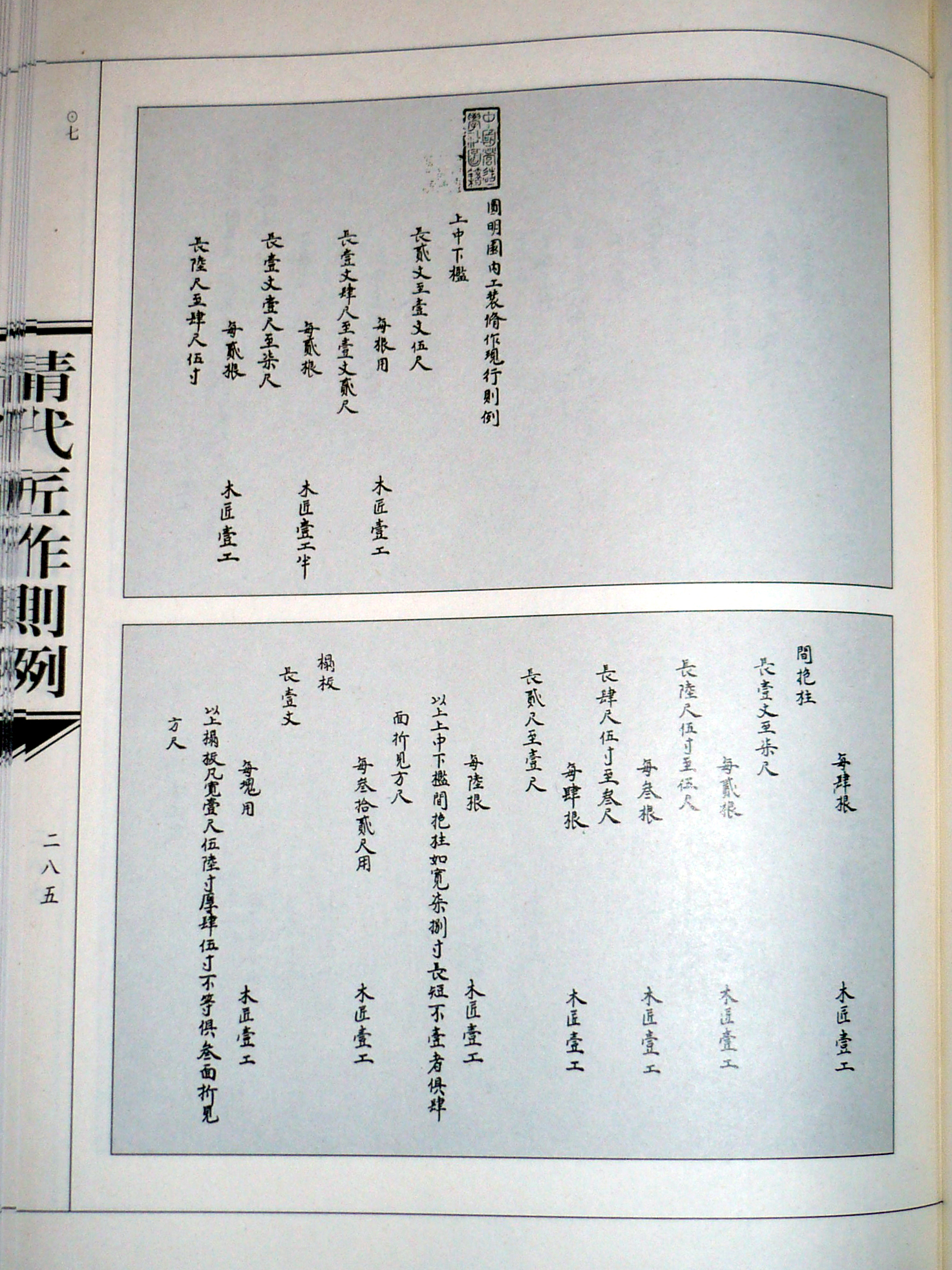
乾隆年代文献 《圆明园内工装修作现行则例》抄本一页

装修作，清代建筑、装修术语，指房屋内外，包括家具，摆设的装修工艺。其内容散见《清代匠作则例》。

## 工种范围
- 门窗类：槛框：上槛，下槛，风槛，槛枋，格抱柱，门框，门头枋，门头板，撤头门，连楹，门枕，格扇，槛窗，支窗，格扇槛窗，门头窗，风窗，墙窗，帘架，棋盘门，屏门，门簪。
- 炕榻类：炕沿，琴腿，束腰。
- 家具类：圈椅，隔扇碧纱橱。
- 刀剑类：刀鞘。
- 车轿类：轿顶托盘，车轴。
- 栏杆类：万字栏杆，琵琶栏杆，马架栏杆，靠背栏杆，雕作柱头，踢脚栏杆，坐凳栏杆，直当栏杆，巡杖栏杆，双鹤斋桥栏杆，西洋方柱，西洋桥流云栏杆，长板桥抱鼓。

- 亭台类：圆亭罗框，瓦陇五抹鬲扇大窗，坐凳栏杆，栅栏边抹棂子，横披飞罩。

- 雕刻：山水，溪桥，人物，亭台楼阁，如意，番草，秋叶，莲花瓣，龙凤头，象鼻卷珠。
- 彩画类：五色人物，祥云，佛手，鲜菜，流云，花卉，流云百福，毛发狮。
- 大鼓类：午门大鼓，神武门大鼓，鼓楼大鼓。
- 工具类：：水车，牛车，摇车。
- 船舶类：圆明园捻船，如意船，凤头钩帘。
- 转轮藏：雍和宫转轮藏。
- 灯盏类：圆明园廊灯宝盖，葫芦顶，葫芦托，游龙挑头，莲子灯，荸荠灯。

## 材料
- 紫檀，花梨木，楠木，榆木，柏木，黄松，桐，杉，杨柳，枣木，槐木，桦木。